# قلعة الحربي (حجة)

تعديل مصدري - تعديل

قلعة الحربي هي إحدى قرى عزلة المعمري بمديرية حجة التابعة لمحافظة حجة، بلغ تعداد سكانها 51 نسمة حسب تعداد اليمن لعام 2004.